# おざんざ
おざんざとは、長野県大町市発祥の細うどん。もともとは信州弁（主に北信）で麺類を指す言葉で、長いものを指す「長々」（おさおさ）が転じて「おざんざ」、もしくは「ざざ」「おざざ」となったと言われている。

## 概要
麺に納豆を練り込んでいること、うどんで通常使用される食塩を使用していないことが特徴。太さは3ミリメートルほどで、うどんとしては細い部類になる。
乾麺状態では薄茶色で納豆の粉末がかすかに見えるが、茹でて冷水にさらして締めると白色で、納豆の匂いはほとんど気にならない。また、塩のえぐみがなく後味があっさりとしている。冷たいざるうどんとして食べるほか、にゅうめんのように温かい汁とともに食べることもある。

## 歴史
第二次世界大戦後間もない頃、大町市の料理人・水口裕義は、納豆売りの子供の健気さに心を動かされ頻繁に納豆を買っていた。そうした経験もあって、納豆を使った名物料理を作ろうと試行錯誤を重ねていき、最終的に「天皇陛下の料理人が納豆を水で洗ってお出しした」というエピソードに着想を得て、納豆を水に浸け、糸（ネバネバ成分）だけを抽出して麺に練り込むうどんを1965年に開発した。この製法は1988年に特許を取得している。
水口は1972年に自ら開業した大町温泉郷の旅館「河昌」で手打ち麺の提供を始め、10年後に岡山県の工場を半月ほど借りて乾麺の製品化に成功すると、木崎湖近くに工場を建て「つららめん」の名前で販売を始めた。しかし思うように売れず、旅館のおかみが宿泊客に意見を求めたところ、「このあたりには、おざんざという方言があると聞く。それを商品名にしたらどうか」と提案され、改名したとたんにグンと売れ行きが良くなった。
おざんざは、アルプスあづみのセンチュリーライドをはじめとした地元のイベントでふるまわれたり、旅番組で紹介されたりしたことなどから大町の名物料理として定着し、贈答品などとしても利用されていた。しかし、観光客の減少などから旅館の経営が次第に悪化し、2017年3月31日に株式会社河昌は倒産、麺工場も閉鎖となった。
「おざんざ」の商標は安曇野市に本社を置く株式会社クルークダイニングが継承し、2020年9月16日、NEXCO中日本、信州大学、アルピコ交通が連携した復活プロジェクトにより開発されたリニューアル版のおざんざが、梓川サービスエリア上り線を皮切りに県内の土産店等で再び販売されるようになった。また、松本市の老舗蔵元・丸正醸造が調味したつゆも同時に発売された。
リニューアル版のおざんざは、水口が開発したものと比較すると、鶏卵を使用せず、納豆は粉末にして練り込む製法に変更されている。

## その他の「おざんざ」
河昌のおざんざを主力メニューとしていた大町市の飲食店「創舎わちがい」は、おざんざ製造中止後、市内の小澤製麺と協力して「わちがいざざ」を開発し、2017年9月より提供している。納豆は使っていないが、のど越しの良さやコシの強い食感などの特徴を引き継いでいる。
東京都文京区の飲食店「湯島春近」でも同名のうどんを提供しているが、長野県佐久市出身の店主が方言を由来として名付けたために偶然呼称が一致したものであり、大町発祥のものとは異なる。